# Jojachin
Jojachin (יְהוֹיָכִין, Jəhôjākhîn, "JHWH verleent / verlene bestendigheid") was koning van het koninkrijk Juda. Hij volgde zijn vader Jojakim op, die bij het beleg van Jeruzalem om het leven was gekomen. Zijn regeerperiode wordt tegenwoordig gedateerd op 598 v.Chr.. Over zijn leven valt in de Bijbel te lezen in 2 Koningen 24 en in 2 Kronieken 36.
Volgens het Bijbelboek 2 Koningen was Jojachin achttien jaar oud toen hij de troon besteeg. (Het Bijbelboek 2 Kronieken spreekt van een leeftijd van acht jaar, maar dat is onwaarschijnlijker omdat uit een Babylonische bron blijkt dat Jojachin zes jaar later al (ten minste) vijf zonen heeft). Zijn regeerperiode duurde slechts drie maanden en tien dagen. Al die tijd werd Jeruzalem door de Babyloniërs belegerd. Toen de Babylonische koning Nebukadnezar II zelf bij het beleg verscheen, gaf Jojachin zich over. Samen met zijn familie en de voornaamsten van Juda werd hij als gevangene afgevoerd naar Babylon. Als opvolger van Jojachin werd Mattanja aangesteld, een oom of broer van Jojachin. Mattanja's naam werd hierbij veranderd in Sedekia.
Een Babylonische bron uit 592 v.Chr. meldt dat Jojachin en vijf zonen in Babylon voedselrantsoenen kregen uitgereikt. In gevangenschap werd Jojachin door de Babyloniërs nog steeds koning genoemd.
In het 37e jaar van zijn gevangenschap (in 562 v.Chr.) kreeg Jojachin gratie ter gelegenheid van de troonsbestijging van koning Amel-marduk (in de Bijbel wordt deze koning Ewil-Merodach genoemd). Jojachin hoefde niet langer gevangeniskleding te dragen en werd de rest van zijn leven in zijn levensonderhoud voorzien door de koning van Babylonië.